# ORP Fala
L'ORP Fala (Vague en polonais) est un patrouilleur polonais de type 912 (code OTAN: "Obluze"), construit en 1965 à Gdynia. Il est la première unité de la série et reçoit le numéro tactique "OP-301" qui devient ensuite "321". Les unités suivantes portent les numéros de 322 à 325. En 1991 tous les navires de ce type ont été transférés aux Gardes Frontières (Straż Graniczna). En 1996 l' ORP Fala est retiré du service et devient un navire musée. Il reçoit le numéro MUZ SG 321.